# Margarita del Val Latorre
Margarita del Val Latorre (Madrid, 1959) és una viròloga i immunòloga espanyola, investigadora del Consell Superior d'Investigacions Científiques.
Durant la seva trajectòria professional, ha estudiat la resposta immunitària a les infeccions virals, treballant com a investigadora científica al Centro de Biología Molecular Severo Ochoa (CBMSO). Ha destacat com a defensora de l'eficàcia de l'ús de les vacunes i de les quarantenes en els casos de crisis epidemiològiques com ara la pandèmia per coronavirus de 2019-2020.
Doctorada en Ciències Químiques per la Universitat Autònoma de Madrid, sota la supervisió del professor Eladio Viñuela, durant la seva estada postdoctoral a Tübingen i a Ulm, a Alemanya, va iniciar estudis sobre la resposta immunitària cel·lular a les infeccions virals, la interferència dels virus amb aquesta resposta immunitària, i el processament i presentació d'antígens virals a limfòcits T citotòxics, que la va portar al disseny de la primera vacuna experimental basada en epítops T aïllats, concepte que és actualment la base de diversos assajos clínics. Després d'establir el seu propi grup a l'Institut de Salut Carlos III, a Madrid, com a investigadora científica del CSIC al Centre de Biologia Molecular Severo Ochoa (CSIC-UAM), en els últims anys, la seva recerca s'ha orientat cap a l'estudi de la resposta immunitària a patògens en models animals d'infecció i vacunació. Ha dirigit nombrosos projectes d'investigació i ha publicat articles de gran impacte, ha fet divulgació científica i ha assessorat l'Agència Europea de Medicaments. Va defensar la possibilitat que el desenvolupament de la vacuna del COVID-19 es pogués fer a l'Estat espanyol.